# Yécora (kommun i Mexiko)
Yécora är en kommun i Mexiko.   Den ligger i delstaten Sonora, i den nordvästra delen av landet, 1 400 km nordväst om huvudstaden Mexico City. Antalet invånare är 2 920.
Följande samhällen finns i Yécora:
- La Quema
- Pimas